# Bohr-Einstein-Debatte

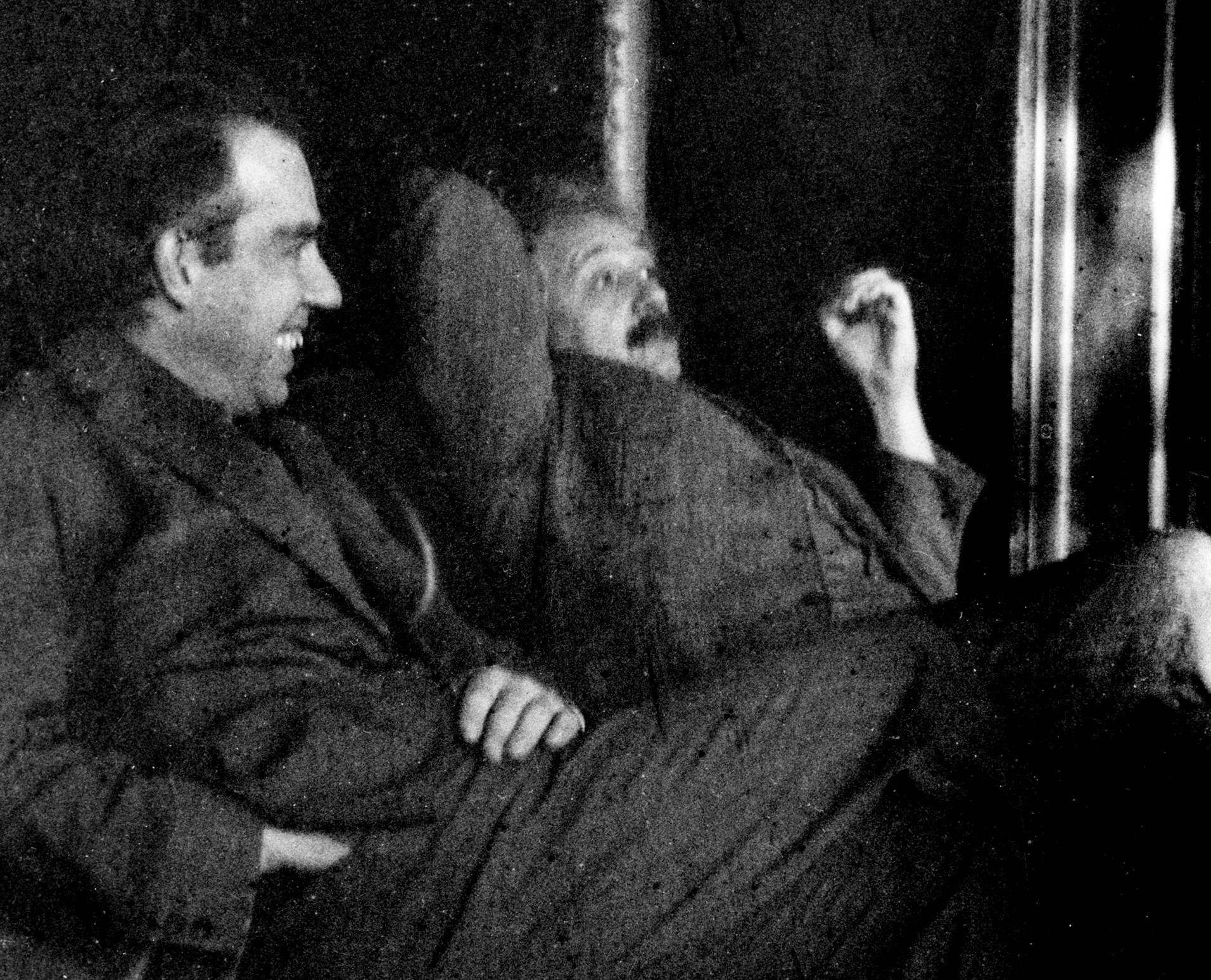
Niels Bohr und Albert Einstein bei einer privaten Feier im Haus von Paul Ehrenfest, Leiden 1925

Die Bohr-Einstein-Debatte war eine Reihe öffentlicher Gespräche über die Quantenmechanik zwischen den beiden Physikern Albert Einstein und Niels Bohr. In Erinnerung geblieben sind diese Debatten auch wegen ihrer Bedeutung als Anschauungsbeispiel für die Theoriebildung und Epistemologie innerhalb der Naturwissenschaften, konkret für die Spannung zwischen kausaler Determination und Zufall, was sich in dem Ausspruch Einsteins „Gott würfelt nicht“ verdichtet. Niels Bohr verdanken wir einen Bericht über den Verlauf dieser Debatte mit seinem Artikel Discussions with Einstein on Epistemological Problems in Atomic Physics (1949). Unabhängig von ihren unterschiedlichen Standpunkten zu Fragen der Quantenmechanik blieben Bohr und Einstein einander zeitlebens in gegenseitiger Hochachtung verbunden.
Die Debatte repräsentiert einen der Höhepunkte wissenschaftlicher Forschung während der ersten Hälfte des 20. Jahrhunderts, vor allem weil damit die Aufmerksamkeit auf die Unschärferelation als einen Bereich der Quantentheorie gelenkt wurde, einen Aspekt von grundsätzlicher Bedeutung für das moderne Verständnis der physikalischen Welt und ihrer Phänomene. Übereinstimmend wird von heutigen Wissenschaftlern die Ansicht geteilt, dass Bohr erfolgreich seine Theorie der Quantenmechanik verteidigen und den Nachweis für den Zufallscharakter der Messung quantenmechanischer Phänomene erbringen konnte.